# Захватаєв Никанор Дмитрович
Захватаєв Никанор Дмитрович (26 липня 1898, село Гарі, Вятська губернія, Російська імперія — 15 лютого 1963, Москва, СРСР) — радянський генерал-полковник (1945), Герой Радянського Союзу (1945).

## Біографія

### Початкова біографія
Народився в селянській родині. Учасник Першої світової війни, закінчив школу прапорщиків, дослужився до звання поручика. У 1918 році вступив до Червоної армії, учасник Громадянської війни в Росії та радянсько-української війни, воював у артилерійському дивізіоні.
Після війни служив помічником повітового військового комісара, був начальником штабу і командиром стрілецького полку. Закінчив курси «Постріл» (1931), Військову академію імені М. В. Фрунзе (1935), Академію Генерального штабу (1939). Із 1939 року працював викладачем в Академії Генерального штабу.

### Німецько-радянська війна
Із липня 1941 року полковник Захватаєв був заступником начальника оперативного відділу штабу Південно-Західного фронту. Брав участь в обороні Києва. Із листопада 1941 року – начальник штабу 1-ї Ударної армії, учасник битви за Москву. За успішні бойові дії був нагороджений двома орденами Червоного Прапора.
У травні – вересні 1942 року — командир 1-го гвардійського стрілецького корпусу на Північно-Західному фронті, брав участь у боях за Дем'янськ. З грудня 1942 по травень 1944 року — командир 12-го гвардійського стрілецького корпусу.
З 23 травня 1944 по 10 січня 1945 року — командувач 1-ї Ударної армії на 3-му Прибалтійському фронті. Війська Захватаєва брали штурмом Остров, Тарту, Ригу.
З 1 березня по 15 червня 1945 року — командувач 4-ї гвардійської армії на 3-му Українському фронті. Брав участі у взятті Відня. За взяття Відня 28 квітня 1945 року був удостоєний звання Героя Радянського Союзу.
Із червня по грудень 1945 року — командувач 35-ї армії 1-го Далекосхідного фронту. Брав участь у радянсько-японській війні.

### Після війни
У післявоєнні роки командував 5-ю армією, був начальником штабу Приморського і Білоруського військових округів, командував Донським військовим округом, був заступником начальника Генерального штабу ЗС СРСР, головним військовим радником в Угорщині. Із 1960 року — у відставці. Жив у Москві, там помер і похований.

## Військові звання
- Майор (1936)
- Полковник (1938)
- Генерал-майор (1941)
- Генерал-лейтенант (1943)
- Генерал-полковник (1945)

## Нагороди
- Медаль «Золота Зірка» Героя Радянського Союзу (28 квітня 1945)
- Два ордени Леніна (21 лютого 1945 — за вислугу років; 28 квітня 1945 — до звання Героя Радянського Союзу)
- Чотири ордени Червоного Прапора (1941; 1942; 1944; 1949)
- Орден Суворова 1-го ступеня (1945)
- Орден Кутузова 1-го ступеня (1944)
- Орден Кутузова 2-го ступеня (1944)
- Медаль «За оборону Москви» (1944)
- Медаль «За оборону Києва» (1961)
- Медаль «За перемогу над Німеччиною» (1945)
- Медаль «За перемогу над Японією» (1945)
- Медаль «XX років РСЧА» (1938)
- Медаль «30 років Радянської Армії і Флоту» (1948)
- Медаль «40 років Збройним силам СРСР» (1958)